# Danmarks Nationalbank

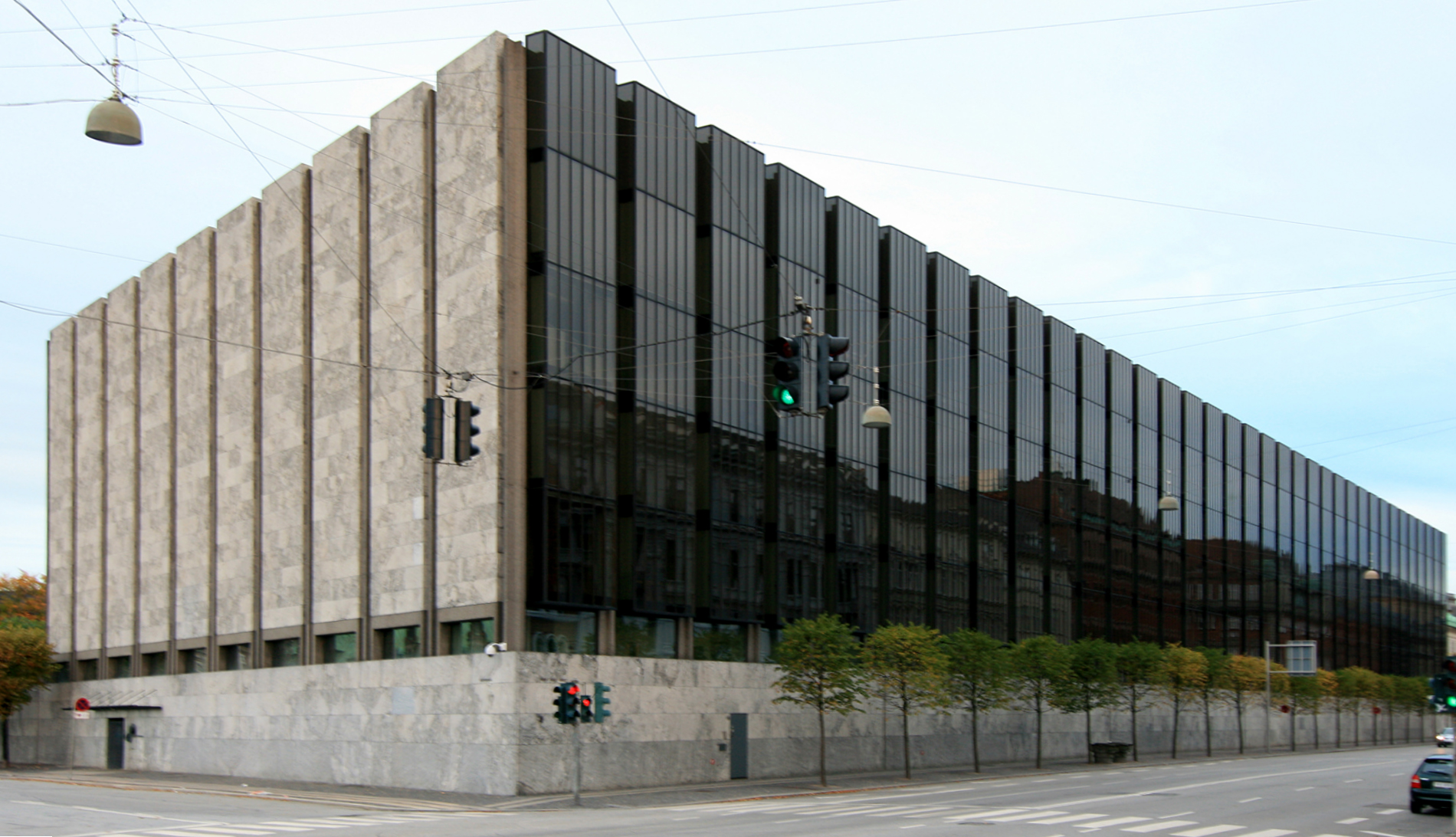
Danmarks Nationalbank

Danmarks Nationalbank är Danmarks centralbank. 

## Verksamheten
Nationalbanken regleras av en lag från 1936. I lagens första paragraf står att Nationalbanken har till uppgift att upprätthålla ett säkert penningväsen i Danmark samt att reglera penningomsättning och kreditgivning. För detta syfte har Nationalbanken tre överordnade mål: 
- Prisstabilitet (låg inflation)
- Säkra betalningar
- Stabilitet i det finansiella systemet

Danmarks Nationalbank grundades 1936. Den har liksom sin föregångare Nationalbanken i Köpenhamn som grundades 1818 varit oavhängig från danska staten. Nationalbanken i Köpenhamn bildades genom ombildning av den 1813 bildade statliga Rigsbanken.
I lagen från 1936 framgår att Nationalbanken ensamt har ansvaret för att fastställa de penningpolitiska räntorna. Oavhängig måste Nationalbanken även vara på grund av EU-traktatet (artikel 108). Där framgår att varken den europeiska centralbanken (ECB) eller de nationella centralbankerna får söka eller mottaga instruktioner från medlemsstaternas regeringar eller någon annan.

## Om byggnaden
Nationalbanken är placerad i centrala Köpenhamn och utgör en markant del av stadsbilden. Byggnaden ritades av Arne Jacobsen och räknas som ett av dennes huvudverk. Banken uppfördes i etapper mellan 1965 och 1978 och hela komplexet har en yta av 48 131 kvadratmeter. I byggnaden finns bland annat ett sedeltryckeri, där de danska sedlarna trycks.[källa behövs]

## Bankdirektörer
De "kungliga direktörerna" är ordförande för bankdirektionen
- 1835-1856: Lauritz Nicolai Hvidt
- 1821-1861: Nicolai Aagesen (kunglig direktör från 1838)
- 1836-1845: Peter Georg Bang
- 1856-1861: Hans Peter Hansen (meddirektör från 1846)
- 1861-1892: Moritz Levy (kunglig direktör, kommitterad sedan 1858)
- 1868-1888: W.C.E. Sponneck
- 1869-1896: Stephan Linnemann (kunglig direktör från 1892)
- 1873-1887: W.J.A. Ussing
- 1887-1888: Carl Vilhelm Lange
- 1896-1913: Søren Christian Knudtzon
- 1888-1913: Rasmus Strøm
- 1896-1906: Johannes Nellemann
- 1908-1908: Ole Hansen
- 1908-1920: Johannes Lauridsen
- 1913-1939: Westy Stephensen
- 1914-1923: Marcus Rubin
- 1914-1924: Carl Ussing (juridisk direktör)
- 1920-1923: Jens Peter Dalsgaard
- 1923-1931: Holmer Green
- 1923-1936: Hans Rosenkrantz
- 1924-1932: Jakob Kristian Lindberg
- 1925-1936: F.C.G. Schrøder
- 1935-1955: Ove Jepsen
- 1936-1949: C.V. Bramsnæs
- 1939-1957: Henning Haugen-Johansen
- 1949-1950: Holger Koed
- 1950-1963: Svend Nielsen (kunglig direktör, underdirektör från 1937)
- 1956-1963: Siegfried Hartogsohn (underdirektör från 1946)
- 1957-1985: Frede Sunesen
- 1963-1985: Svend Andersen (underdirektör från 1961)
- 1965-1994: Erik Hoffmeyer (kunglig direktör)
- 1980-1996: Ole Thomasen
- 1982-1990: Richard Mikkelsen
- 1991-2005: Bodil Nyboe Andersen (kunglig direktör från 1995)
- 1995-2010: Jens Thomsen
- 1996-2011: Torben Nielsen
- 2005-: Nils Bernstein (kunglig direktör)
- 2011-: Per Callesen
- 2011-: Hugo Frey Jensen